# Shkodra Elektronike
Gli Shkodra Elektronike sono un duo musicale di genere elettropop albanese naturalizzato italiano fondato nel 2019 a Scutari. Il gruppo è composto dai cantanti Kolë Laca (ex Il Teatro degli Orrori) e Beatriçe Gjergji.
Hanno rappresentato l'Albania all'Eurovision Song Contest 2025 con il brano Zjerm, classificandosi all'ottavo posto.

## Storia
Entrambi originari di Scutari ma cresciuti in Italia, il duo ha guadagnato popolarità in Albania a partire dal 2020 grazie a singoli di successo come Ku e gjeta vedin e Synin si Qershia. Successivamente hanno iniziato ad esibirsi a vari festival internazionali. Nel 2021 hanno debuttato al Festivali i Këngës, la selezione albanese per l'Eurovision Song Contest, come co-autori e co-compositori del brano E jemja nuse, eseguita da Rezarta Smaja.
Nel 2022 hanno pubblicato il loro extended play di debutto, Live @ Uzina per l'etichetta Alt Orient, da cui viene estratto il singolo Turtulleshë.
Nel 2023 hanno partecipato alla settima edizione del festival Za Fest a Scutari, ove hanno proposto una loro versione del brano popolare Vaj si kenka ba dynjaja.
Nel 2024 sono stati confermati come partecipanti al 63º Festivali i Këngës, che li ha visti trionfare con il loro brano Zjerm. La vittoria al festival ha garantito al duo la possibilità di rappresentare il loro paese all'Eurovision Song Contest 2025 a Basilea. Dopo essersi qualificati con successo per la finale eurovisiva del 17 maggio, hanno raggiunto l'ottavo posto con 218 punti, ottenendo il miglior risultato dell’Albania al contest dal 2012. Il 23 maggio 2025 hanno pubblicato il loro secondo EP, Shndrit!.

## Stile musicale
La musica dei Shkodra Elektronike è caratterizzata da una fusione di generi come l'elettronica, il pop e la musica tradizionale albanese, ed è strutturata da melodie orecchiabili, ritmi coinvolgenti e testi che spesso trattano temi come l'amore o la vita quotidiana.

## Discografia

### EP
- 2022 – Live @ Uzina
- 2025 – Shndrit!

### Singoli
- 2020 – Ku e gjeta vedin
- 2020 – Synin si qershia
- 2022 – Turtulleshë
- 2023 – Vaj si kenka ba dynjaja (con la Fanfara Tirana)
- 2024 – Zjerm